# Genie Award
Genie Award (francouzsky Prix Génie) bylo filmové ocenění,  každoročně udělované mezi roky 1980–2012 v kanadském Torontu. Oceněné volili členové Kanadské filmové a televizní asociace z nomivaných umělců. Celkově se uskutečnilo třicet dva ročníků. 
V roce 2012 bylo oznámeno  sloučení Genie Award s udílením sesterských anglickojazyčných televizních cen Gemini Awards do nového formátu kanadských filmových ocenění Canadian Screen Awards, jejichž první ročník proběhl roku 2013.

## Kategorie
- Nejlepší film
- Nejlepší režie
- Nejlepší herec
- Nejlepší herečka
- Nejlepší herec ve vedlejší roli
- Nejlepší herečka ve vedlejší roli
- Nejlepší scénář
- Nejlepší adaptovaný scénář
- Nejlepší kamera
- Nejlepší umělecká režie
- Nejlepší kostýmy
- Nejlepší zvuk
- Nejlepší střih
- nejlepší střih zvuku
- Nejlepší píseň
- Nejlepší filmová hudba
- Nejlepší dokumentární film
- Nejlepší krátkometrážní animovaný film
- Nejlepší krátkometrážní dramatický film
- Cena pro nejnavštěvovanější film